# Щугер (приток Выми)
Щугер или Щугор (устар. Щугырь) — река в России, течет по территории Усть-Цилемского и Княжпогостского районов Республики Коми. Устье реки находится в 418 км по правому берегу реки Вымь. Длина реки составляет 60 км.

## Данные водного реестра
По данным государственного водного реестра России относится к Двинско-Печорскому бассейновому округу, водохозяйственный участок реки — Вычегда от города Сыктывкар и до устья, речной подбассейн реки — Вычегда. Речной бассейн реки — Северная Двина.
Код объекта в государственном водном реестре — 03020200212103000020626.